# Banbian Hu
Banbian Hu (kinesiska: 半边湖) är en sjö i Kina. Den ligger i den autonoma regionen Xinjiang, i den nordvästra delen av landet, omkring 920 kilometer söder om regionhuvudstaden Ürümqi. Trakten runt Banbian Hu är ofruktbar med lite eller ingen växtlighet.
Genomsnittlig årsnederbörd är 104 millimeter. Den regnigaste månaden är juni, med i genomsnitt 24 mm nederbörd, och den torraste är november, med 2 mm nederbörd.